# Российское агентство по обычным вооружениям
Российское агентство по обычным вооружениям (РАВ) — некогда существовавший российский федеральный орган исполнительной власти. При его создании в 1999 году генеральным директором был назначен Александр Ноздрачёв. РАВ осуществляло реализацию государственной политики, а также контрольные и надзорные функции за предприятиями, работающими в сфере обычных вооружений, включая научные исследования,  разработку, модернизацию, утилизацию вооружения и боеприпасов к нему. В ведении РАВ находилось 137 государственных предприятий, организаций и акционерных обществ, 61 промышленное предприятие и 76 научно-исследовательских институтов.

## Организационная структура
Состояла из пяти специализированных управлений и органов коллегиального контроля:
- Коллегия
- Научно-технический Совет
- Координационный Совет

## История ведомства
- Утверждено в мае 1999 года Указом Президента РФ от 25 мая 1999 № 651 «О структуре федеральных органов исполнительной власти»[1]
- В июле 1999 года былo издано постановление правительства о функциях РАВ[2] в системе государственного управления оборонным комплексом России.
- Упразднение состоялось Указом Президента Российской Федерации от 9 марта 2004 № 314 «О системе и структуре федеральных органов исполнительной власти»[3].